# Semiramis
Semiramis eller Semiramide er en opera i to akter af Gioachino Rossini.
Librettoen af italieneren Gaetano Rossi er baseret på Voltaires tragedie Semiramis, som igen er baseret på legenden om Semiramis af Babylon. Operaen blev førsteopført i Teatro La Fenice i Venedig den 3. februar 1823.

## Eksterne links
- Det kongelige teaters opførelse af Semiramis 2012-2013 Arkiveret 28. november 2012 hos  Wayback Machine